# Al-Aqsa Martelarenbrigade
De Al-Aqsa Martelarenbrigade (Arabisch: كتائب شهداء ,الأقصى Katāʾib Schuhadāʾ al-Aqṣā) is een coalitie van Palestijnse milities op de Westelijke Jordaanoever en de Gazastrook. De naam van deze coalitie verwijst naar de Al-Aqsamoskee in Jeruzalem. De brigade gebruikt als alias ook wel de naam Brigades of Shadid Yasser Arafat. In tegenstelling tot andere Palestijnse groepen is de Al-Aqsa Martelarenbrigade niet islamistisch.
De militie is door de Europese Unie, Israël, Canada, Japan, Nieuw-Zeeland en de Verenigde Staten aangemerkt als terreurbeweging.

## Terroristische organisatie
De Al-Aqsa Martelarenbrigade werd in 2000 opgericht tijdens de Tweede Intifada (2000-2005). De Tweede Intifada was een Palestijnse volksopstand tegen Israël. De oprichters en eerste leden van de Brigade waren Fatah-leden. Vanaf 2002 pleegde de Brigade
aanslagen op Israëlische militaire en burgerdoelen. Van 2002 tot 2005 groeide de Brigade uit tot de meest gewelddadige Palestijnse terreurorganisatie. De Brigade houdt zich niet aan afspraken die tussen Israël en de Palestijnse Autoriteit gemaakt worden.
De Al-Aqsa Martelarenbrigade heeft haar basis in de Westelijke Jordaanoever, maar ze hebben ook aanhangers in de Gazastrook. De groep wordt gezien als een terroristische organisatie door onder andere Israël, de Verenigde Staten, Canada, de Europese Unie, en Japan.

## Connecties met Fatah
De Al-Aqsa Martelarenbrigade zou direct verwant zijn met Fatah, maar hier wordt nog aan getwijfeld. Punt is wel dat enkele leden van de coalitie zich de 'militaire tak van Fatah' noemen. Op hun website en posters tonen ze het Fatah-embleem en als symbool gebruikt de Brigade onder andere de kefiyya-doek (de geblokte Arafat sjaal).
Leiders van Fatah zeggen echter dat ze nooit hebben besloten om de beweging tot hun “militaire tak” te maken. Sinds 2002 hebben leiders van Fatah geprobeerd de beweging op te roepen te stoppen met het uitvoeren van aanvallen op Israëlische burgers. De Palestijnse autoriteiten bieden geld aan strijders die hun wapens inleveren.
In november 2003 ontdekten journalisten van de BBC dat Fatah 50.000 dollar per maand betaalde aan de Al-Aqsa Martelarenbrigade. Deze ontdekking, gecombineerd met documenten gevonden door de IDF, hebben in elk geval in Israël tot de conclusie geleid dat de Al-Aqsa Martelarenbrigade altijd direct gefinancierd is geweest door Yasser Arafat. In juni 2004 uitte de toenmalige Palestijnse premier Ahmed Qurei dit in een toespraak.
Israël arresteerde in april 2002 Marwan Barghouti, een leider van de groep, en beschuldigde hem in augustus van dat jaar van moord, poging tot moord en lidmaatschap van een terroristische organisatie.

## Aanslagen
De Al-Aqsa Martelarenbrigade is verantwoordelijk voor zelfmoordaanslagen, gewapende overvallen en schietincidenten in Israël. Ook vuurt de Brigade Qassam-raketten af op Israël vanaf de Gazastrook. De martelarenbrigade kent ook vrouwelijke martelaren die zelfmoordaanslagen plegen, de eerste vrouwelijke zelfmoordaanslag in het Midden-Oosten werd in 2002 gepleegd door een lid van de Al-Aqsa Martelarenbrigade: de zestienjarige Ayat A-Akhras. Enkele noemenswaardige aanslagen zijn:
- 2 maart 2002: zelfmoordaanslag in Beit Yisrael, Jeruzalem - 11 doden.
- 18 september 2002: zelfmoordaanslag in een stadsbus in Umm al-Fahm, Israël - aantal doden onbekend.
- 5 januari 2003: zelfmoordaanslag bij een busstation in zuid Tel Aviv - 22 doden.
- 29 januari 2004: zelfmoordaanslag in Rehavia, Jeruzalem, buslijn 19 - 11 doden.
- 14 maart 2004: aanslag in de Haven van Ashdod - 10 doden (samen met Hamas).
- 29 januari 2007: aanslag op een bakkerij in Eilat - 3 doden.

In december 2003 was de Brigade verantwoordelijk voor de dood van de broer van Ghassan Shakaa (de burgemeester van Nablus). Op 16 oktober 2005 eiste de Al-Aqsa Martelarenbrigade de verantwoordelijkheid op voor een gewapende aanval op de Gush Etzion Junction. Hierbij kwamen drie Israëliërs om het leven en raakten drie anderen gewond. De Brigade nam ook prominent deel aan de protesten in juli 2004 in de Gazastrook, waarbij een aantal Palestijnse officieren werden ontvoerd. Net als veel militante groeperingen maakt de Brigade gebruik van reclameaffiches in de grote steden, waarop onder meer martelaren worden geëerd.
De Al-Aqsa Martelarenbrigade heeft meerdere aanvallen uitgevoerd samen met de islamitische groep Hamas en andere militante groeperingen zoals de Palestijns-Islamitische Jihad, het Volksverzetscomites en Hezbollah.
Ten tijde van de cartoonrellen naar aanleiding van een aantal Deense Mohammed-cartoons bestormden leden van de Al-Aqsa Martelarenbrigade op 30 januari 2006 het kantoor van de Europese Unie op de Gazastrook. Zij eisten onder andere excuses van Denemarken en Noorwegen.
Op 14 juli 2007 ging Zakaria Zubeidi, die door velen werd gezien als de lokale leider van de Al-Aqsa Martelarenbrigade, in Jenin akkoord met een staakt-het-vuren. Dit deed hij nadat de Israëlische premier Ehud Olmert 178 terroristen een generaal pardon gaf. Dit staakt-het-vuren geldt niet voor de hele Al-Aqsa Martelarenbrigade.

## Leden
Enkele noemenswaardige leden van de Al-Aqsa Martelarenbrigade zijn:
- Naif Abu-Sharah: lokale commandant in Nablus (gedood door het Israëlische defensieleger).
- Fadi Kafisha: voormalig hoofd van de Tanzim in Nablus.
- Sirhan Sirhan: verantwoordelijk voor de dood van 5 mensen, waaronder een moeder en haar twee kinderen in Kibbutz Metzer (niet te verwarren met de Sirhan Sirhan die verantwoordelijk was voor de dood van Robert Kennedy).
- Zakaria Zubeidi: lokale commandant in Jenin, bekend van zijn relaties met de Israëlische extreemrechtse activist Tali Fahima.